# Shaykh al-Tusi
Abū Jaʿfar al-Ṭūsī, Shaykh al-Ṭāʾifa (in farsi شیخ توسی; Ṭūs, 996 – Najaf, 2 dicembre 1067), è stato un giurista e teologo persiano  sciita duodecimano, fondatore della Ḥawza di Najaf.
Noto come Shaykh al-Ṭūsī, Abū Jaʿfar Muḥammad ibn Ḥasan Ṭūsī (in Farsi ابوجعفر محمد بن حسن توسی), era soprannominato Shaykh al-Ṭāʾifa (in arabo شيخ الطائفة), che significa "sceicco della branca" e fu un importante studioso musulmano imamita.
Fu autore di due dei quattro più rilevanti saggi dello sciismo per quanto riguarda la "scienza dei ḥadīth": il Tahdhīb al-aḥkām e l'al-Istibsār.

## Biografia

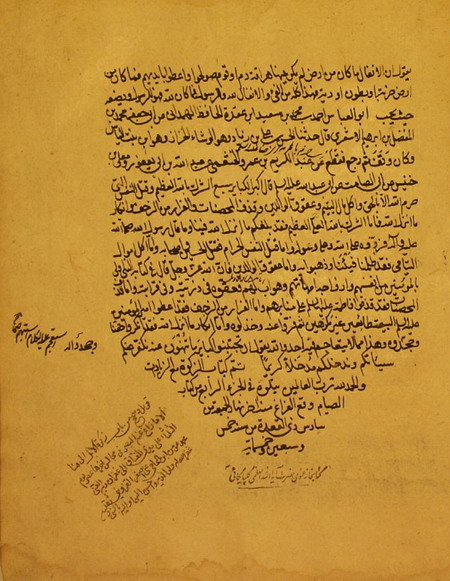
Colophon di un manoscritto del Tahdhīb al-aḥkām dello sceicco Ṭūsī.

Lo sceicco al-Ṭūsī crebbe a Ṭūs, dove compì i suoi studi. Nel 1018 lasciò la sua città natale per perfezionarsi a Baghdad. Qui studiò sotto la guida dello sceicco al-Mufīd, che morì nel 1022/413 E. Lo studioso di maggior peso scientifico divenne allora lo Sharīf al-Murtaḍā, che conservò il suo posto di eccellenza fino alla morte nel 1045/436 E. Lungo tutto questo periodo lo sceicco al-Ṭūsī rimase assai vicino a Sharīf al-Murtaḍā. La sua profonda dottrina lo rese il naturale successore del suo Maestro, e portavoce dei musulmani sciiti imamiti. Era tanto profonda la sua dottrina che il califfo abbaside al-Qādir frequentava le sue lezioni, tenendolo in grande considerazione.
Negli anni finali della sua vita, la situazione politica a Baghdad e nei domini califfali era scossa da forti fermenti. I Selgiuchidi, fortemente anti-sciiti, acquistavano sempre più peso nel mondo islamico califfale ai confini dei possedimenti Buwayhidi duodecimani, mentre a Baghdad si verificavano numerosi cruenti tumulti nella capitale tra sunniti e sciiti. Nel 1055/447 E. - dopo l'episodio del filo-fatimide al-Basāsīrī - il Sultano selgiuchide Ṭoghril Beg entrò con le sue truppe a Baghdad, mettendo fine della "tutela" buwayhide e riaffermando il sunnismo. Profittando del cambiato quadro politico, una coalizione anti-sciita guidata dai tradizionalisti hanbaliti saccheggiò i quartieri del Karkh e di Bāb al-Ṭāq.
La casa di al-Ṭūsī e la sua biblioteca furono messe a fuoco.

### Trasferimento a Najaf e morte
Lo sceicco al-Ṭūsī, capendo i pericoli di rimanere a Baghdad, lasciò la città e si diresse ad al-Najaf. Al-Najaf, la città in cui il califfo e primo Imam degli sciiti, ʿAlī b. Abī Ṭālib è inumato, è sempre stata un importante centro dello sciismo. Tuttavia fu l'arrivo dello sceicco al-Ṭūsī a far guadagnare a Najaf la centralità assoluta agli occhi di tutti gli sciiti, grazie anche al fatto che, con lo sceicco al-Ṭūsī, essa diventava il più importante centro di studi sullo sciismo: caratteristica questa conservatasi nei secoli e tuttora incontestata realtà.
Qui rimase fino alla morte, continuando a insegnare a una limitata cerchia di studenti, tra cui suo figlio Abū ʿAlī al-Ḥasan, che gli succedette. Meritevoli anche di menzione sono Sulaymān al-Ṣahrashtī, al-Ḥasan b. al-Ḥusayn b. Bābawayh (nipote di Ibn Bābawayh, detto al-Ṣadūq), Isḥāq b. Muḥammad al-Qummī (nipote di al-Ṣadūq), Shahrāshūb al-Māzandarānī (nonno del famoso autore delle Manāqib Āl Abī Ṭālib) e anche al-Fattāl al-Nīshābūrī.
Lo sceicco al-Ṭūsī morì a Najaf il 22º giorno di Muharram dell'anno 460 E., equivalente al 2 dicembre 1067. Il suo corpo fu inumato nella sua stessa casa, che divenne moschea, secondo il suo desiderio. A lui succedette il figlio al-Ḥasan, conosciuto come al-Mufīd al-Thānī (il "secondo Mufīd"), anch'egli considerato uno tra gli studiosi sciiti di grande spicco.

## Dottrina
Dopo aver completato i propri studi preliminari, lasciò nel 1017 il Khorasan - fondamentalmente sunnita-sciafeita e in buona parte controllato di fatto dal Ghaznavide Maḥmūd - per raggiungere Baghdad, dove la Shi'a dominava grazie al patronato dei Buwayhidi. Lì studiò sotto la guida di Maestri imamiti, tra cui Abū l-Ḥasan ibn Abī Jūd, Aḥmad b. Muḥammad b. Mūsā al-Aḥwāzī, al-Ghadāʾirī, Ibn ʿAbdūn e, in particolare, il grande decano dei razionalisti imamiti, permeato di principi mutaziliti: lo sceicco al-Mufīd, di cui divenne presto il pupillo malgrado l'età assai giovane.
Alla morte dello sceicco al-Mufīd nel 1022, il suo discepolo al-Sharīf al-Murtaḍā, detto ʿAlam al-Hudā, che aveva studiato anche sotto la guida del mutazilita ʿAbd al-Jabbār, assunse la leadership degli imamiti della capitale abbaside. Di conseguenza, Ṭūsī divenne il suo principale discepolo.
Studiosi di rilievo, quali lo sceicco al-Mufīd, al-Najāshī, al-Karājakī e Abū Yaʿlā al-Jaʿfarī, erano ancora attivi a Baghdad, ma alla morte di al-Sharīf al-Murtaḍā nel 1044 egli ne fu il successore.
A quel momento Ṭūsī aveva composto un gran numero di opere ed era riuscito a godere del sostegno dei governanti buwayhidi e dello stesso califfo abbaside al-Qāʾim (1031-1075), che lo volle nominare alla principale cattedra di Teologia della capitale. Qui, profittando della amplissima disponibilità di opere contenute nelle grandi biblioteche imamite (quella Dār al-ʿilm fondata da Sābūr b. Ardashīr - vizir buwayhide nel 990 e, più tardi dal 996 al 999 - e ricca di oltre 100 000 libri) e quella dello Sharīf al-Murtaḍā (almeno 80 000 lavori), Ṭūsī compose circa 50 libri e la sua abitazione, nel quartiere sciita del Karkh, divenne per oltre un decennio il centro intellettuale virtuale dell'imamismo.
Nel suo lavoro, Ṭūsī cerca di modificare le posizioni radicalmente razionaliste e pragmatiche del suo maestro Sharīf al-Murtaḍā (presenti già in nuce nell'opera dello sceicco al-Mufīd): riabilitazione dei primi tradizionisti, convalida della validità delle tradizioni (ʿilm al-ḥadīth) attestate da un singolo garante, purché queste siano trasmesse da fonti attendibili e attentamente studiate nel caso provenissero da garanti che professino dottrine “devianti”.
In politica, servire un governo illegittimo (in questo caso, il califfato abbaside) in certe circostante è "desiderabile", e la collaborazione con un potere che reclami che la sua autorità deriva dagli "Imām nascosti" (un chiaro riferimento ai Buwayhidi) può essere commendevole ma, né in un caso, né nell'altro, è strettamente obbligatorio (come apparentemente affermava Sharīf al-Murtaḍā). Allo stesso tempo, Ṭūsī faceva costante ricorso all'argomentazione ragionata basata sull'ijtihād e tracciò le prime considerazioni sulla nozione di “rappresentanza generale” (al-niyāba al-ʿāmma) degli "Imām nascosti" affidata a giuristi-teologi che, se la necessità dovesse richiederlo, possono esercitare le prerogative tradizionalmente riservata agli "Imām storici".
Nel suo Fihrist, Ṭūsī fornisce un elenco di 43 dei suoi lavori; più avanti ne avrebbe indicati molti altri, vuoi dedicati all'esegesi coranica, al diritto islamico, agli uṣūl al-fiqh (fondamenti del diritto), al ḥadīth, alla ʿilm al-rijāl, alla teologia, all'eresiografia, alle preghiere e alla misericordia dell'Imām, vuoi alla storiografia e alle risposte ai quesiti postigli dai suoi discepoli.

### Opere scelte
1. Tahdhīb al-aḥkām
2. al-Istibsār
3. al-Nihāya
4. al-Mabsūṭ
5. al-Khilāf
6. ʿIddat al-uṣūl
7. al-Rijāl
8. al-Fihrist
9. Tamhīd al-uṣūl
10. al-Tibyān fī tafsīr al-Qurʾān
11. Kitāb al-ghayba